# Nerodia
Nerodia är ett släkte av ormar. Nerodia ingår i familjen snokar.
Arterna är med en längd av 150 till 300 cm medelstora till stora ormar med robust kropp. De förekommer i södra Nordamerika, bland annat på halvön Baja California och i Mexiko. Individerna vistas i träskmarker och när vattenansamlingar. De har bra simförmåga och jagar groddjur samt fiskar. Honor lägger inga ägg utan föder levande ungar. Hos enskilda exemplar kan antalet ungar per kull ligga vid 100.
Arter enligt Catalogue of Life och The Reptile Database:
- Nerodia clarkii
- Nerodia cyclopion
- Nerodia erythrogaster
- Nerodia fasciata
- Nerodia floridana
- Nerodia harteri
- Nerodia paucimaculata
- Nerodia rhombifer
- Nerodia sipedon
- Nerodia taxispilota